# Lazar Hrebeljanović

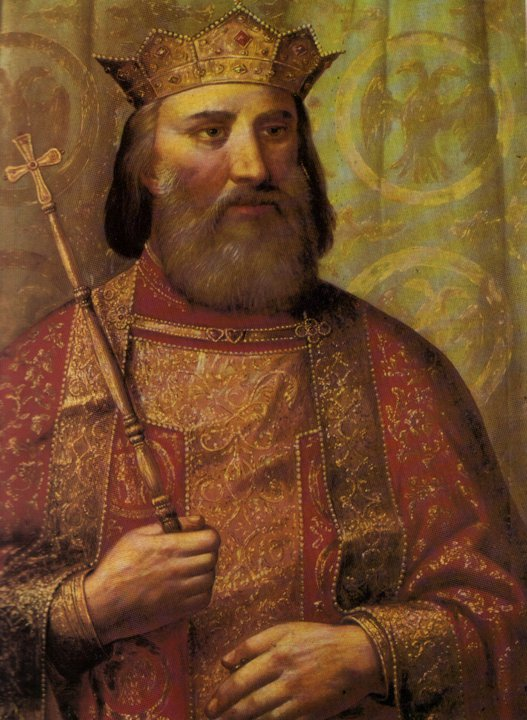
Lazar Hrebeljanović; idealisierende Darstellung von Vladislav Titelbah, ca. 1900

Lazar Hrebeljanović (serbisch-kyrillisch Лазар Хребељановић; * um 1329 in Prilepnica, Kosovo; † 15. Juni 1389 auf dem Amselfeld) war ein serbischer Knes und der nähere Stammvater der nach ihm benannten Dynastie der Lazarević. Er wird als Märtyrer und Heiliger in der serbisch-orthodoxen Kirche verehrt.

## Leben
Der Vater des Fürsten Lazar hieß Pribac, der Name der Mutter ist nicht überliefert. Der Nachname Hrebeljanović stammte aus späteren Überlieferungen, denen zufolge die Familie einen Hrebalj als Stammvater bzw. ihre Wurzeln in Grbalj, dem heutigen Tivat in der Bucht von Kotor in Montenegro, hatte. Pribac war der Logothet (Kanzler) des serbischen Zaren Stefan Uroš IV. Dušan, und das ermöglichte auch Lazar eine Karriere am Hofe des Kaisers.
Nach dem Erlöschen der Nemanjiden-Dynastie und dem Zerfall des serbischen Kaiserreiches ging Lazar als mächtigster Feudalherr Serbiens hervor und herrschte im heutigen Zentralserbien und Teilen Kosovos. Die Hauptstadt seines Fürstentums war Kruševac. Während seiner Regierung wurde das serbisch-orthodoxe Patriarchat vom Patriarchen von Konstantinopel anerkannt. Lazar Hrebeljanović leistete den anrückenden Osmanen Widerstand, schlug diese bei Paraćin (1381) und bei Pločnik (1386 oder 1387), fiel aber in der Schlacht auf dem Amselfeld am 15. Juni 1389.

## Nachleben

### Heiligsprechung
Die serbisch-orthodoxe Kirche nahm ihn als Hl. Großmärtyrer Fürst Lazar in die Reihen der Heiligen auf. Seine Gebeine werden heute im von ihm errichteten Kloster Ravanica aufgebahrt. Zum Vidovdan wird sein Sarkophag für die Öffentlichkeit aufgedeckt. Dieses Kloster befindet sich in der unmittelbaren Nähe der Stadt Ćuprija bei Jagodina, die sich in südlicher Autobahnrichtung von Belgrad gen Niš befindet.

### Rezeptionsgeschichte

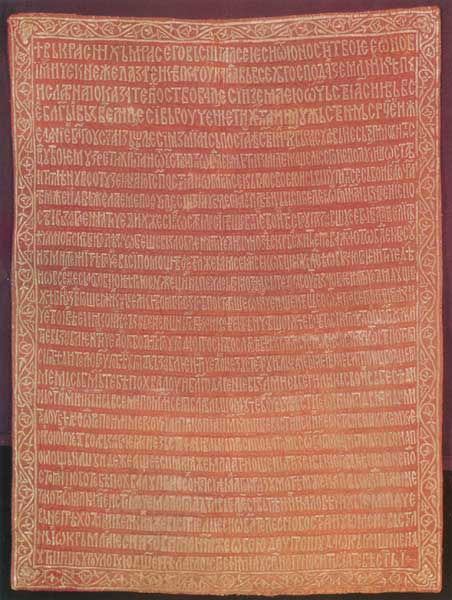
Lobpreisung des Fürsten Lazar

Mit der Kanonisierung des im Kampf gefallenen Fürsten Lazar begann die legendäre Ausgestaltung der Schlacht auf dem Amselfeld. Die folgende literarische Rezeption der Schlacht erhob Lazar zum Beschützer der Serben. In der serbischen Tradition dauert die Mythifizierung des Heiligen Großmärtyrers bis heute fort.
Der älteste bekannte Text, ein als Gedicht gestaltetes Gebet, ist die Lobpreisung des Fürsten Lazar der Nonne Jefimija. 1402 in Form einer Goldstickerei im Kloster Ljubostinja angefertigt, wird der Heilige gebeten, seine Söhne Stefan Lazarević und Vuk während der Schlacht bei Ankara zu beschützen.
In der serbischen Volksdichtung spielen insbesondere die Ereignisse der Schlacht auf dem Amselfeld eine herausragende Rolle. Die Balladen über Fürst Lazar im Kosovo-Zyklus sind:
- Der Untergang des Zarenreichs Serbien
- Abendmahl des Fürsten
- Zar Lazar und Zarin Milica[3]
- Das Wunder von Lazars Kopf

Nach ihm benannte sich des Weiteren die Garde des Heiligen Lazar.
Die Kirchen Hl. Zar Lazar (Savković) und Hl. Zar Lazar (Velika Reka) sind ihm geweiht.